# Karen Shammas
Karen Shammas (ar. كارن شماس ;ur. 29 czerwca 1993) – libańska judoczka. Olimpijka z Londynu 2012, gdzie zajęła siedemnaste miejsce w wadze półśredniej.
Uczestniczka mistrzostw świata w 2011 i Pucharu Świata w 2012. Siódma na mistrzostwach Azji w 2013. Medalistka igrzysk panarabskich w 2011 roku.

## Letnie Igrzyska Olimpijskie 2012
| Konkurencja | Eliminacje                     | Klas. końcowa |
| Konkurencja | Przeciwnik I                   | Miejsce       |
| ----------- | ------------------------------ | ------------- |
| -63 kg      | Elisabeth Willeboordse (NED) P | 17.           |